# Eneida Cedeño
Ema Eneida Cedeño (Purio, Los Santos; 13 de diciembre de 1923-Las Tablas, Los Santos; 28 de marzo de 2006) fue una cantante de música folclórica panameña que llegó a ser reconocida como una de las mejores salomadoras del país. Conocida también como la "Reina de la Saloma" y "La Morenita de Purio", hizo gran parte de su carrera musical junto al conjunto Orgullo Santeño del acordeonista Dorindo Cárdenas, de quien fue esposa.

## Biografía
Eneida Cedeño nació el 13 de diciembre de 1923 en Purio, Distrito de Pedasí, Provincia de Los Santos. Hija de Víctor Ortega y Úrsula Cedeño, desde muy pequeña mostró afición por el canto panameño y ya desde los seis años cantaba junto a su hermana Vicenta Batista. Cursó estudios primarios en la Escuela de Purio e hizo su debut como cantante a los ocho años de edad en el conjunto de Francisco Chico Purio Ramírez, considerado en ese momento uno de los mejores violinistas típicos del país. Luego pasó a formar parte de la agrupación de Antonio Toñito Sáez y cantó con el acordeonista Rogelio Gelo Córdoba, del conjunto Plumas Negras.
Posteriormente inicia su época de oro con el acordeonista Dorindo Cárdenas y su conjunto Orgullo Santeño, con quien inicia una fructífera carrera artística que se mantuvo hasta su retiro en 1987.

## Carrera musical
La primera grabación comercial de Eneida Cedeño incluyó las cumbias "Santiago de los Anastacios" y el tema "Pueblo Nuevo" del compositor Artemio Córdoba. Estas canciones fueron grabadas junto al conjunto Orgullo Santeño con instrumentos nativos como el tambor repicador, pujador y la caja.
Sus primeros éxitos comerciales con el sello Grecha incluyeron las canciones: 2No puedo dejarte sola" de Dorindo Cárdenas, "Ileana" de Clímaco Batista y "Paso de Carnaval". Posteriormente realiza grabaciones de los temas "El Barranco del Río Muñóz", "Grito en la Montaña" y "Me voy de mi Tierra"
con los sellos Orca y El ídolo. Otros éxitos incluyen "A Parita yo si vuelvo", "La negra Jorra" y "Ya no quiero vivir".
Sus canciones fueron grabadas en más de cien discos en los que se destacaba siempre por su saloma. Destacados compositores panameños como Alberto Rodríguez y Ceferino Nieto le han dedicado cumbias y décimas.
Su carrera musical la llevó a escenarios en América Central, América del Sur, Europa y Asia. Junto al conjunto Orgullo Santeño recorrió numerosos festivales del país, incluyendo carnavales, Festival de la Mejorana, fiestas de Santa Librada, San Juan en Chitré, Encuentro del Canajagua y Fiestas de Santa Rosa al igual que en el Jardín Orgullo de Azuero, considerado la Casa de la música típica en la Ciudad de Panamá, cuyos propietarios eran los hermanos Dorindo y Dimas Cárdenas en sociedad con el no menos famoso Ñopo Ordóñez, entre otros.

## Reconocimientos
- Condecorada con la Orden Belisario Porras en el grado de Comendador por su valioso aporte a la difusión del folclore nacional[2]